# Nellie McClung

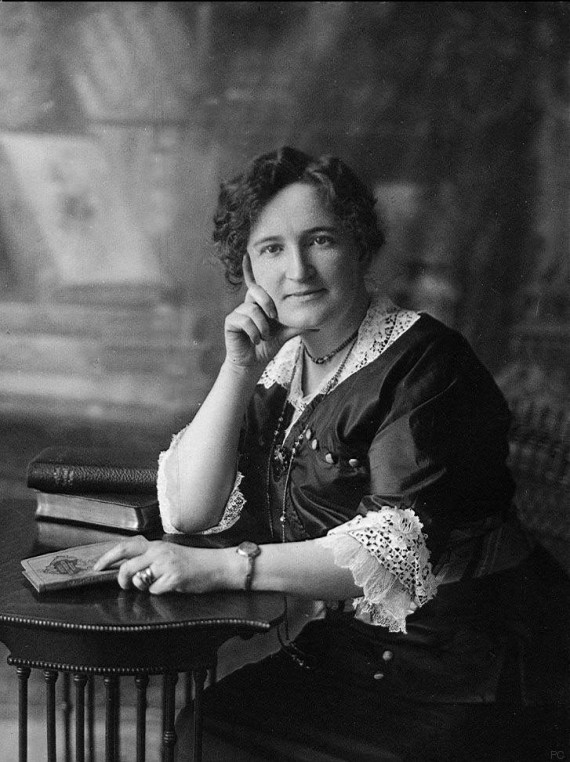
Nellie McClung uit het nationale archief van Canada

Nellie McClung (1873-1951) was een Canadese feministe, politica en sociaal activiste. Ze nam deel aan de sociale en morele hervormingsbeweging van de vroege jaren 1900 in westelijk Canada.
Alhoewel ze pas naar school ging toen ze 10 jaar was, kreeg ze haar leraarsdiploma al 6 jaar later. Ze gaf les tot ze huwde in 1896.
In 1908 publiceerde ze haar eerste roman, Sowing Seeds in Danny, een nationale bestseller die gevolgd werd door vele kortverhalen en artikels in Canadese en Amerikaanse tijdschriften. Na de verhuis naar Winnipeg in 1911 ging ze bij de vrouwenbeweging. In 1914 speelde ze een succesvolle rol in de liberale campagne.
Haar interesse lag in de sufragettebeweging. Het was vooral aan haar inzet te danken dat in 1916 Manitoba de eerste provincie werd die vrouwen het stemrecht gaf en de mogelijkheid om publieke betrekkingen aan te gaan. Ze bleef nog lang ijveren voor allerlei rechten voor zowel vrouwen als kinderen, zoals recht op eigendom en veiligheid in fabrieken.
Wat weinigen weten is dat ze ook voorstander was van sterilisatie van hen die zwakbegaafd waren of immoreel. Meer dan 2700 inwoners van Alberta werden gesterilliseerd over een periode van 44 jaar, meer dan de helft behoorden tot inheemse volkeren.
Ze was lid van verschillende organisaties, maar stichtte er ook een paar, zoals de Winnipeg Political Equality League, de Federated Women's Institutes of Canada. In vele dingen was ze ook de eerste (vrouw): afgevaardigde voor de Women's War Conference te Ottawa in 1918, afgevaardigde voor de Methodist Church of Canada naar de Ecumenical Conference te Londen in 1921, de enige vrouw in de Canadese delegatie naar de Volkenbond in Genève in 1938.

### Fictie
- Sowing Seeds in Danny. William Briggs, Toronto (1908).
- The Second Chance. Doubleday, Page & Co, New York (1910).
- The Black Creek Stopping House: And Other Stories. William Briggs, Toronto (1912).
- Purple Springs. Houghton Mifflin, Boston and New York (1922).
- When Christmas Crossed 'The Peace'. Thomas Allen, Toronto (1923).
- Painted Fires. Thomas Allen, Toronto (1925).
- All We Like Sheep. Thomas Allen, Toronto (1926).
- Be Good to Yourself: A Book of Short Stories. Thomas Allen, Toronto (1930).
- Flowers for the Living. Thomas Allen, Toronto (1931).

### Non-fictie
- In Times Like These. McLeod & Allen, Toronto (1915).
- The Next of Kin. Houghton Mifflin (1917).
- Three Times and Out. Told by private Simmons. Houghton Mifflin, Boston and New York (1918).
- Clearing in the West: My Own Story. Thomas Allen, Toronto (1935).
- Leaves from Lantern Lane. Thomas Allen, Toronto (1936).
- Before They Call .... Board of Home Missions, United Church of Canada (1937).
- More Leaves from Lantern Lane. Thomas Allen, Toronto (1937).
- The Stream Runs Fast. Thomas Allen, Toronto (1945).